# Bolbochromus ryukyuensis
Bolbochromus ryukyuensis es una especie de coleóptero de la familia Geotrupidae.

## Distribución geográfica
Habita en las Islas Ryūkyū Japón.